# (3151) Talbot
Pour les articles homonymes, voir Talbot (homonymie).
(3151) Talbot est un astéroïde de la ceinture principale.

## Description
(3151) Talbot est un astéroïde de la ceinture principale. Il fut découvert par Norman G. Thomas le 18 avril 1983 à Flagstaff (Observatoire Lowell). Il présente une orbite caractérisée par un demi-grand axe de 2,765 UA, une excentricité de 0,135 et une inclinaison de 19,49° par rapport à l'écliptique.
Il fut nommé en hommage au britannique William Henry Fox Talbot (1800-1877), qui réalisa en 1934 les premiers négatifs photographiques au nitrate d'argent.

## Compléments